# حزب بومیان سارواک
حزب بومیان ساراواک (نام محلی: پارتی بنگسا دایاک ساراواک) حزبی سیاسی ساکن در ایالت ساراواک کشور مالزی است.